# 白肩鹊鵙

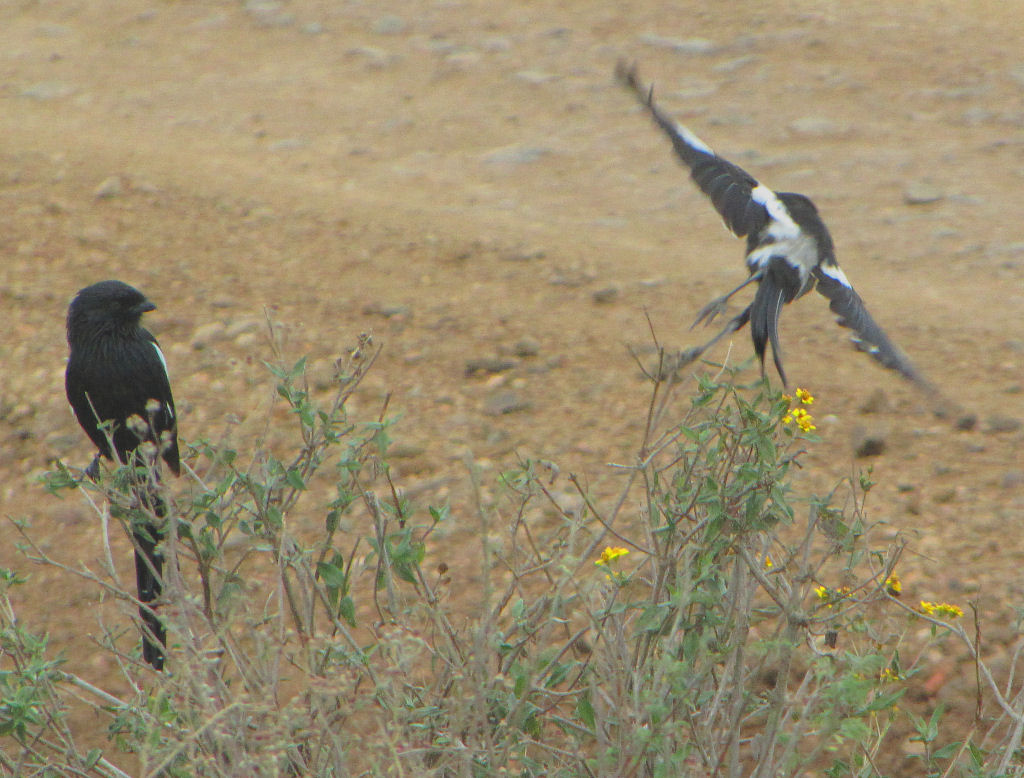
两只白肩鹊鵙在坦桑尼亚的塞伦盖蒂国家公园

白肩鹊鵙（学名：Urolestes melanoleucus）是伯劳科白肩鹊鵙属下的单型种。分布于安哥拉、博茨瓦纳、肯尼亚、莫桑比克、纳米比亚、南非、瑞典、坦桑尼亚、赞比亚、津巴布韦。其自然栖息地为稀树草原以及亚热带或热带的干燥疏灌丛。